# Nasser El Sonbaty
Nasser El Sonbaty (15. října 1965, Německo - 20. března 2013) byl profesionální kulturista federace IFBB.

## Biografie
Graduoval na University of Augsburg v Německu, získal titul magistr z historie, politických věd a sociologie. Sonbaty začal s kulturistikou v roce 1983. Jeho první soutěž byla na Junior State Championship v Německu, kde se umístil na 6. místě. Poprvé byl na soutěži Mr. Olympia v roce 1994, kde se umístil 7. Celkově soutěžil devětkrát na soutěži Mr. Olympia. Nejlepší umístění pak měl v roce 1997, obsadil 2. místo.
Sonbaty byl v mnoha článcích fitness magazínů a mnohokrát také na přední straně magazínu FLEX. Žil v San Diegu v Kalifornii. Zemřel ve svých 48 letech ve spánku během své návštěvy Egypta.
Mluvil plynně 7 jazyky.

## Míry
- Výška: 5 ft 11 in / 180,3 cm
- Soutěžní váha: 270 - 280 lb / 122,4 - 127 kg
- Mimosoutěžní váha: 310 - 330 lb / 140,6 - 149,6 kg

## Umístění na soutěžích
- 1983 Junior State Championship v Německu, 6. místo
- 1990 Grand Prix Finska, 8. místo
- 1990 Grand Prix Francie, 7. místo
- 1990 Grand Prix Nizozemska, 8. místo
- 1991 Night of Champions, neumístil se
- 1992 Chicago Pro Invitational, 19. místo
- 1992 Night of Champions, neumístil se
- 1993 Grand Prix Francie, 3. místo
- 1993 Grand Prix Německa, 3. místo
- 1994 Grand Prix Francie, 4. místo
- 1994 Grand Prix Německa, 4. místo
- 1994 Night of Champions, 2. místo
- 1994 Mr. Olympia, 7. místo
- 1995 Grand Prix Anglie, 4. místo
- 1995 Grand Prix Francie, 3. místo
- 1995 Grand Prix Německa, 3. místo
- 1995 Grand Prix Ruska, 3. místo
- 1995 Grand Prix Španělska, 3. místo
- 1995 Grand Prix Ukrajiny, 2. místo
- 1995 Houston Pro Invitational, 1. místo
- 1995 Night of Champions, 1. místo
- 1995 Mr. Olympia, 3. místo
- 1996 Grand Prix České republiky, 1. místo
- 1996 Grand Prix Anglie, 2. místo
- 1996 Grand Prix Německa, 2. místo
- 1996 Grand Prix Ruska, vítěz
- 1996 Grand Prix Španělska, 3. místo
- 1996 Grand Prix Švýcarska, 1. místo
- 1996 Mr. Olympia, diskvalifikován (failed the diuretics drug test, he was in 3rd place that evening)
- 1997 Arnold Classic, 2. místo
- 1997 Grand Prix České republiky, 3. místo
- 1997 Grand Prix Anglie, 3. místo
- 1997 Grand Prix Finska, 4. místo
- 1997 Grand Prix Německa, 2. místo
- 1997 Grand Prix Maďarska, 2. místo
- 1997 Grand Prix Ruska, 3. místo
- 1997 Grand Prix Španělska, 2. místo
- 1997 Mr. Olympia, 2. místo
- 1997 San Jose Pro Invitational, 2. místo
- 1998 Arnold Classic, 2. místo
- 1998 Grand Prix Finska, 3. místo
- 1998 Grand Prix Německa, 3. místo
- 1998 Mr. Olympia, 3. místo
- 1999 Arnold Classic, 1. místo
- 1999 Grand Prix Anglie, 6. místo
- 1999 Mr. Olympia, 6. místo
- 1999 World Pro Championships, 6. místo
- 2000 Mr. Olympia, 5. místo
- 2001 Mr. Olympia, 9. místo
- 2002 Arnold Classic, 10. místo
- 2002 Mr. Olympia, 15. místo
- 2004 Night of Champions, 15. místo
- 2004 Show of Strength Pro Championship, 14. místo
- 2005 Europa Supershow, 14. místo